# Ultra Violet et Black Scorpion
Ultra Violet et Black Scorpion (Ultra Violet & Black Scorpion) est une série télévisée américaine en seize épisodes de 22 minutes créée par Dan Hernandez et Benji Samit et diffusée entre le 3 juin et le 11 novembre 2022 sur Disney Channel.
En France, est diffusée depuis le 20 novembre 2022 sur Disney Channel France.
Au Québec, est diffusée sur La Chaîne Disney.
Dans les pays francophones, elle est disponible sur Disney+.

## Synopsis
Violet Rodriguez est une adolescente ordinaire de 13 ans, constamment éclipsée par son frère Santiago, lorsqu’un jour elle est choisie par un masque magique de «Luchador». Elle devient alors une super-héroïne qui possède le pouvoir de super-vitesse et agit aux côtés du très populaire super-héros Luchador Black Scorpion, qui est en réalité son oncle, Cruz. Les deux connaissant le secret de l’autre, Cruz accepte d’entraîner Violet et de la faire suivre ses traces. Violet commence ainsi sa formation secrète tout en naviguant entre les hauts et les bas de sa vie au collège.

## Distribution

### Acteurs principaux
- Scarlett Estevez (VFB : Alayin Dubois) : Violet Rodriguez / Ultra Violet
- J.R. Villarreal (VFB : Sébastien Hébrant) : Cruz De la Vega / Black Scorpion
- Marianna Burelli (VFB : Célia Torrens) : Nina Rodriguez
- Juan Alfonso (VFB : Philippe Allard) : Juan Carlos Rodriguez
- Brandon Rossel (VFB : Brieuc Lemaire) : Santiago « Tiago » Rodriguez
- Zelia Ankrum (VFB : Marie Braam) : Maya Miller-Martinez
- Bryan Blanco (VFB : Arthur Dubois) : Luis

### Actrices récurrentes
- Lorena Jorge (VFB : Claire Tefnin) : Catalina Rivera / Cascada
- Bevin Bru (VFB : Audrey d'Hulstère) : Miradora

## Production

### Développement
La série est créée le 21 janvier 2020 sous le titre de Ultra Violet & Blue Demon.
Blue Demon Jr., Dan Hernandez et Benji Samit sont les producteurs exécutifs et Dan Hernandez et Benji Samit sont les scénaristes.
Eric Garcia et Leo Chu servent de showrunners et de producteurs exécutifs. Blue Demon Jr. n'a plus aucune implication dans la série.
Le 28 avril 2022, il a été annoncé que la série serait présentée le 3 juin 2022.
La série est filmée à l'aide d'une seule caméra.
Le 18 novembre 2022, la série est annulée après une saison.

### Casting
Le 11 mars 2020, Juan Alfonso, Marianna Burelli, Brandon Rossel, Zelia Ankrum et Bryan Blanco ont été choisis dans des rôles principaux,.
Le 2 août 2021, il a été annoncé que JR Villareal remplaçait Blue Demon Jr. dans la série désormais intitulée Ultra Violet & Black Scorpion[pourquoi ?].

### Fiche technique
Sauf indication contraire, les informations mentionnées dans cette section peuvent être confirmées par la base de données cinématographiques IMDb,  présente dans la section « Liens externes ».
- Titre original : Ultra Violet & Black Scorpion
- Création : Dan Hernandez et Benji Samit
- Réalisation : Leo Chu et Eric S. Garcia
- Scénario : Dan Hernandez et Benji Samit
- Musique :
  - Compositeur(s) : Tony Morales
- Production :
  - Producteur(s) : Nelson Soler, Lisa Kyonga Parsons, Ray Lancon et Ian Watermeier
  - Producteur(s) exécutive(s) : Leo Chu et Eric S. Garcia, Joe Nussbaum, Dan Hernandez et Benji Samit
  - Société(s) de production : Disney Channel, Gwave Productions
- Pays d'origine :  États-Unis
- Langue d'origine : Anglais
- Format :
  - Format image : 720p (HDTV)
  - Format audio : 5.1 surround sound
- Genre : Comédie, science-fiction
- Durée : 22-24 minutes
- Date de première diffusion :
  - 3 juin 2022 sur Disney Channel
  - 20 novembre 2022 sur Disney Channel France[7],[8]
- Classification : déconseillé aux moins de 7 ans

Adaptation
Version française
- Société de doublage : Dubbing Brothers Belgique
- Direction artistique : Alexis Flamant
- Adaptation des dialogues : Virginie Lainé

## Épisodes
| Saison | Saison | Épisodes | États-Unis  | États-Unis       |
| Saison | Saison | Épisodes | Début       | Fin              |
| ------ | ------ | -------- | ----------- | ---------------- |
|        | 1      | 16       | 3 juin 2022 | 11 novembre 2022 |

### Première saison (2022)
| No | #  | Titre français                         | Titre original                       | Diffusion originale | Code prod. |
| -- | -- | -------------------------------------- | ------------------------------------ | ------------------- | ---------- |
| 1  | 1  | La Violet derrière Ultra               | The Violet Behind the Ultra          | 3 juin 2022         | 101        |
| 2  | 2  | Pour l'amour des likes                 | You Like Me! You Really Like Me!     | 3 juin 2022         | 102        |
| 3  | 3  | Lucha Royale                           | Lucha Royale                         | 10 juin 2022        | 103        |
| 4  | 4  | L'Épreuve de la soirée pyjama          | Sleepover Showdown                   | 17 juin 2022        | 104        |
| 5  | 5  | La Légende des douze masques           | The Legend of the Twelve Masks       | 24 juin 2022        | 105        |
| 6  | 6  | Demandez les derniers potins           | ¡Chisme! ¡Chisme! Read All About It! | 1er juillet 2022    | 106        |
| 7  | 7  | Ultra l'entremetteuse                  | Ultra Matchmaker                     | 8 juillet 2022      | 107        |
| 8  | 8  | Ultra Violet démasquée                 | Ultra Violet Unmasked                | 15 juillet 2022     | 108        |
| 9  | 9  | Cascada                                | Cascada                              | 22 juillet 2022     | 109        |
| 10 | 10 | Les règles de la Lucha !               | Lucha Rules!                         | 29 juillet 2022     | 110        |
| 11 | 11 | Ultra copine, ultra absente            | Ultra Friend, Ultra Flake            | 7 octobre 2022      | 111        |
| 12 | 12 | Ex meilleures amies                    | Forgive Me Not                       | 14 octobre 2022     | 112        |
| 13 | 13 | Ultra anxiété                          | Highkey Anxiety                      | 21 octobre 2022     | 113        |
| 14 | 14 | Luis Léon ne veut pas rentrer chez lui | Luis León Won't Go Home              | 28 octobre 2022     | 114        |
| 15 | 15 | Déploie la Cape                        | Cape Night (Unleash the Cape)        | 4 novembre 2022     | 115        |
| 16 | 16 | Ultra Violet contre Black Scorpion     | Ultra Violet vs. Black Scorpion      | 11 novembre 2022    | 116        |

### Audiences
| Saison | Épisodes | Lancement         | Lancement       | Fin de saison     | Fin de saison   |
| Saison | Épisodes | Date de diffusion | Téléspectateurs | Date de diffusion | Téléspectateurs |
| ------ | -------- | ----------------- | --------------- | ----------------- | --------------- |
| 1      | 16       | 3 juin 2022       | 270 000         | 11 novembre 2022  | NC              |